# Troféu Serra de Tramuntana de 2023
A 32.ª edição da clássica de ciclismo Troféu Serra de Tramuntana foi uma corrida na Espanha que se celebrou a 28 de janeiro de 2023 sobre um percurso de 123,2 quilómetros na ilha balear de Mallorca . A corrida fez parte do quarto troféu da Challenge Ciclista a Mallorca de 2023.
A corrida fez parte do UCI Europe Tour de 2023, calendário ciclístico dos Circuitos Continentais da UCI, dentro da categoria 1.1 e foi vencida pelo belga Kobe Goossens do Intermarché-Circus-Wanty. Completaram o pódio, como segundo e terceiro classificado respectivamente, os também belgas Lennert Van Eetvelt do Lotto Dstny e Ilan Van Wilder do Soudal Quick-Step.

## Equipas participantes
Tomaram parte na corrida 21 equipas: 8 de categoria UCI WorldTeam, 10 de categoria UCI ProTeam, 2 de categoria Continental e a seleção da Espanha. Formaram assim um pelotão de 144 ciclistas dos que acabaram 81. As equipas participantes foram:
| Equipes WorldTeam (8)- Bora-Hansgrohe - Cofidis - EF Education-EasyPost - Intermarché-Circus-Wanty - Movistar Team - Soudal Quick-Step - Arkéa-Samsic - UAE Team Emirates Equipes ProTeam (10)- Burgos-BH - Caja Rural-Seguros RGA - Eolo-Kometa - Equipo Kern Pharma - Euskaltel-Euskadi - Green Project-Bardiani CSF-Faizanè - Human Powered Health - Israel-Premier Tech - Lotto Dstny - Team Flanders-Baloise Equipes Continentais (2)- Electro Hiper Europa - Project Echelon Racing Equipe nacional- Espanha |
| |

## Classificação final
- A classificação finalizou da seguinte forma:[3]

| \| Classificação geral \| Classificação geral \| Classificação geral \| Classificação geral \| Classificação geral \| \| Ciclista \| Ciclista \| Equipe \| Tempo \| \| \| ------------------- \| ------------------- \| ---------------------------------- \| ------------------- \| ------------------- \| \| 1. \| Kobe Goossens \| Intermarché-Circus-Wanty \| 2h55m07s \| \| \| 2. \| Lennert Van Eetvelt \| Lotto Dstny \| + 7s \| \| \| 3. \| Ilan Van Wilder \| Soudal Quick-Step \| + 9s \| \| \| 4. \| Lilian Calmejane \| Intermarché-Circus-Wanty \| + 11s \| \| \| 5. \| Brandon McNulty \| UAE Team Emirates \| + 13s \| \| \| 6. \| Hugh Carthy \| EF Education-EasyPost \| + 13s \| \| \| 7. \| Alessio Martinelli \| Green Project-Bardiani CSF-Faizanè \| + 13s \| \| \| 8. \| Alessandro Tonelli \| Green Project-Bardiani CSF-Faizanè \| + 21s \| \| \| 9. \| João Almeida \| UAE Team Emirates \| + 31s \| \| \| 10. \| Harry Sweeny \| Lotto Dstny \| + 1m20s \| \| |                     |                                    |          |
| |                     |                                    |          |
| Fonte: ProCyclingStats |                     |                                    |          |
| Classificação geral |                     |                                    |          |
| Ciclista | Ciclista            | Equipe                             | Tempo    |
| 1. | Kobe Goossens       | Intermarché-Circus-Wanty           | 2h55m07s |
| 2. | Lennert Van Eetvelt | Lotto Dstny                        | + 7s     |
| 3. | Ilan Van Wilder     | Soudal Quick-Step                  | + 9s     |
| 4. | Lilian Calmejane    | Intermarché-Circus-Wanty           | + 11s    |
| 5. | Brandon McNulty     | UAE Team Emirates                  | + 13s    |
| 6. | Hugh Carthy         | EF Education-EasyPost              | + 13s    |
| 7. | Alessio Martinelli  | Green Project-Bardiani CSF-Faizanè | + 13s    |
| 8. | Alessandro Tonelli  | Green Project-Bardiani CSF-Faizanè | + 21s    |
| 9. | João Almeida        | UAE Team Emirates                  | + 31s    |
| 10. | Harry Sweeny        | Lotto Dstny                        | + 1m20s  |

## UCI World Ranking
O Troféu Serra de Tramuntana outorgou pontos para o UCI World Ranking para corredores das equipas nas categorias UCI WorldTeam, UCI ProTeam e Continental. As seguintes tabelas são o barómetro de pontuação e os dez corredores que obtiveram mais pontos:
| Posição   | 1.º | 2.º | 3.º | 4.º | 5.º | 6.º | 7.º | 8.º | 9.º | 10.º | 11.º | 12.º | 13.º-15.º | 16.º-25.º |
| Pontuação | 125 | 85  | 70  | 60  | 50  | 40  | 35  | 30  | 25  | 20   | 15   | 10   | 5         | 3         |

| Classificação |                     |                                    |        |
| Posição       | Ciclista            | Equipa                             | Pontos |
| ------------- | ------------------- | ---------------------------------- | ------ |
| 1.º           | Kobe Goossens       | Intermarché-Circus-Wanty           | 125    |
| 2.º           | Lennert Van Eetvelt | Lotto Dstny                        | 85     |
| 3.º           | Ilan Van Wilder     | Soudal Quick-Step                  | 70     |
| 4.º           | Lilian Calmejane    | Intermarché-Circus-Wanty           | 60     |
| 5.º           | Brandon McNulty     | UAE Emirates                       | 50     |
| 6.º           | Hugh Carthy         | EF Education-EasyPost              | 40     |
| 7.º           | Alessio Martinelli  | Green Project-Bardiani CSF-Faizanè | 35     |
| 8.º           | Alessandro Tonelli  | Green Project-Bardiani CSF-Faizanè | 30     |
| 9.º           | João Almeida        | UAE Emirates                       | 25     |
| 10.º          | Harry Sweeny        | Lotto Dstny                        | 20     |